# Bibliothek des St. Nikolaus-Hospitals (Bernkastel-Kues)

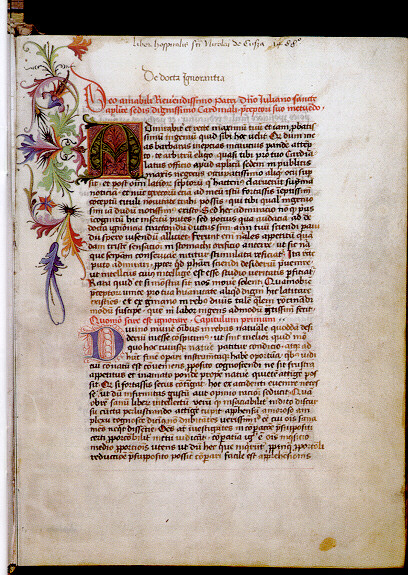
Handschrift der De docta ignorantia von Nikolaus von Kues. (Codex 218, 1r.)

Die Bibliothek des St. Nikolaus-Hospitals in Bernkastel-Kues ist eine der wertvollsten privaten Handschriftensammlungen. Die Bibliothek, die bei den Führungen durch die Anlage für Besucher zugänglich ist, ist in einem spätgotischen Bibliotheksraum oberhalb der Kapelle untergebracht. Ihr Träger ist die Cusanus-Stiftung. Die Bibliothek gehört der Arbeitsgemeinschaft Katholisch-Theologischer Bibliotheken (AKThB) an.

## Stifter
Kardinal Nikolaus von Kues (1401–1464) bestimmte testamentarisch, dass seine Bibliothek stets bei dem von ihm 1458 gegründeten Spital verbleiben solle.
Die überwiegende Zahl der Handschriften stammt aus seinem eigenen Besitz (ca. 270); weitere Bände wurden später in den Bestand aufgenommen.

## Handschriften
Die meisten der 314 von Jakob Marx katalogisierten Handschriften sind lateinisch. Nur sieben Handschriften enthalten deutsche Texte. Sie wurden 1909 von Conrad Borchling für das „Handschriftenarchiv“ erfasst. Alle Handschriften wurden in den 1960er Jahren verfilmt.

## Altbestand
Die Bibliothek besitzt einen historischen Bestand von 1841 Titeln, der nicht vermehrt wird. Davon sind 132 Inkunabeln (verzeichnet im Handschriftenkatalog von Marx). Auf das 16. Jahrhundert entfallen 153 Titel, auf das 17. Jahrhundert 323 Titel, auf das 18. Jahrhundert 550 Titel und auf das 19. Jahrhundert 683 Titel.
Nach dem Handbuch der historischen Buchbestände gliedert sich der Altbestand wie folgt:
- Pastoraltheologie, Homiletische und katechetische Literatur (308 Titel)
- Aszetische und mystische Literatur (226 Titel)
- Bibelwissenschaft und Exegese (128 Titel, davon zum Neuen Testament 33 Titel)
- Weltliches und kirchliches Recht (118 Titel)
- Liturgiewissenschaft mit Messe und Brevier (68 Titel)
- Dogmatik (64 Titel)
- Patristik (31 Titel, davon 20 Textausgaben der Kirchenväter)
- Nachpatristische Theologie (12 Titel)
- Konzilien und Synoden, vor allem zum Tridentinum (21 Titel)
- Biographie, Hagiographie, Wallfahrt (13 Titel)
- Geschichte (244 Titel)
- Literaturwissenschaft (91 Titel, darunter antike Klassiker in 41 Ausgaben des 16.–17. Jahrhunderts, der Rest gehört zu Belletristik, Literaturwissenschaft und Grammatik)
- Kunstwissenschaft (34 Titel)
- Philosophie mit Pädagogik und Psychologie (30 Titel)
- Naturwissenschaften und Geographie (57 Titel mit Schwerpunkt Kosmologie)
- Nachschlagewerke und Sprachwörterbücher (55 Titel)